# Teater KAOS
Teater KAOS bildades 1987 av regissören och skådespelaren Max Lundqvist. Enligt egen utsago ligger fokus på skaparkraft, konstnärlig kvalitet och fördjupning. Tematiken i produktionerna spinner runt individens och kollektivets existentiella frågor. Teater KAOS är en fri projektteater.
Teater KAOS har ingen fast ensemble eller lokal, istället styr det aktuella projektet alla val. Spelperioderna är långa och produktionerna far ofta på turné i Sverige och utomlands. Teatern har därför en stor publik. Fram till 2009 har närmare 60 000 besökare sett teater KAOS sju produktioner.

## Teater KAOS produktioner
- Mor Pegg, Max Lundqvist (2007-2008)
- Till Damaskus III, August Strindberg (2004)
- Demoner, Lars Norén (1999)
- En Dåres Försvarstal, August Strindberg (1994-1995 + 1997)
- Uppvaktningen, Michael Druker (1993)
- Ett Moln I Byxor, Vladimir Majakovskij (1991-1993)
- I väntan på Godot, Samuel Beckett (1987)